# ادگار مانوچاریان
ادگار مانوچاریان (ارمنی: Էդգար Մանուչարյան؛ زادهٔ ۱۹ ژانویهٔ ۱۹۸۷ در ایروان) یک بازیکن فوتبال در پست مهاجم/هافبک اهل ارمنستان است.

## باشگاهی
از باشگاه‌هایی که در آن بازی کرده‌است می‌توان به پیونیک، آژاکس آمستردام، باشگاه فوتبال اورال یکاترینبورگ، باشگاه فوتبال راتچابوری و باشگاه فوتبال آلاشکرت اشاره کرد.

## تیم ملی
وی همچنین در زیر ۱۷ سال ارمنستان، زیر ۱۹ سال ارمنستان، زیر ۲۱ سال ارمنستان و تیم ملی فوتبال ارمنستان بازی کرده‌است. مانوچاریان نخستین بازی ملی خود را در چهارچوب تورنمنت بین‌المللی قبرس در ۱۹ فوریه ۲۰۰۴ در پافوس در مقابل قزاقستان انجام داده‌است.

### آمار و گل‌های ملی
تا تاریخ match played 1۸ نوامبر ۲۰۱۹
| تیم ملی                 | سال    | حضورها | گل‌ها |
| ----------------------- | ------ | ------ | ---- |
| تیم ملی فوتبال ارمنستان | ۲۰۰۴   | ۶      | ۰    |
| تیم ملی فوتبال ارمنستان | ۲۰۰۵   | ۳      | ۱    |
| تیم ملی فوتبال ارمنستان | ۲۰۰۶   | ۲      | ۰    |
| تیم ملی فوتبال ارمنستان | ۲۰۰۷   | ۳      | ۰    |
| تیم ملی فوتبال ارمنستان | ۲۰۰۸   | ۳      | ۱    |
| تیم ملی فوتبال ارمنستان | ۲۰۰۹   | ۳      | ۰    |
| تیم ملی فوتبال ارمنستان | ۲۰۱۰   | ۶      | ۳    |
| تیم ملی فوتبال ارمنستان | ۲۰۱۱   | ۸      | ۱    |
| تیم ملی فوتبال ارمنستان | ۲۰۱۲   | ۲      | ۱    |
| تیم ملی فوتبال ارمنستان | ۲۰۱۳   | ۳      | ۱    |
| تیم ملی فوتبال ارمنستان | ۲۰۱۴   | ۶      | ۰    |
| تیم ملی فوتبال ارمنستان | ۲۰۱۵   | ۱      | ۰    |
| تیم ملی فوتبال ارمنستان | ۲۰۱۶   | ۳      | ۱    |
| تیم ملی فوتبال ارمنستان | ۲۰۱۷   | ۴      | ۰    |
| مجموعا                  | مجموعا | ۵۳     | ۹    |

تا تاریخ goal scored on 2۸ مه ۲۰۱۶
Scores and results list Armenia's goal tally first, score column indicates score after each Armenian goal.
| ردیف | تاریخ          | ورزشگاه                                               | جام | حریف          | گل زده | نتیجه | رقابت                               |
| ---- | -------------- | ----------------------------------------------------- | --- | ------------- | ------ | ----- | ----------------------------------- |
| 1    | ۴ ژوئن ۲۰۰۵    | ورزشگاه جمهوریت وازگن سارگسیان، ایروان، ارمنستان      | ۶   | مقدونیه شمالی | ۱–۲    | ۱–۲   | مرحله مقدماتی جام جهانی فوتبال ۲۰۰۶ |
| 2    | ۲۶ مارس ۲۰۰۸   | Sportpark De Loswal, پرنیس، هلند                      | ۱۴  | قزاقستان      | ۱–۰    | ۱–۰   | بازی دوستانه                        |
| 3    | ۲۵ مه ۲۰۱۰     | ورزشگاه جمهوریت وازگن سارگسیان، ایروان، ارمنستان      | 19  | ازبکستان      | ۲–۰    | ۳–۱   | بازی دوستانه                        |
| 4    | ۲۵ مه ۲۰۱۰     | ورزشگاه جمهوریت وازگن سارگسیان، ایروان، ارمنستان      | 19  | ازبکستان      | ۳–۰    | ۳–۱   | بازی دوستانه                        |
| 5    | ۷ سپتامبر ۲۰۱۰ | ورزشگاه فیلیپ دوم، اسکوپیه، مقدونیه                   | ۲۲  | مقدونیه شمالی | ۲–۱    | ۲–۲   | مقدماتی ۲۰۱۲                        |
| 6    | ۹ فوریه ۲۰۱۱   | ورزشگاه سیریو، لیماسول، قبرس                          | ۲۵  | گرجستان       | ۱–۲    | ۱–۲   | بازی دوستانه                        |
| 7    | ۱۴ نوامبر ۲۰۱۲ | ورزشگاه جمهوریت وازگن سارگسیان، ایروان، ارمنستان      | ۳۴  | لیتوانی       | ۱–۰    | ۴–۲   | بازی دوستانه                        |
| 8    | ۵ فوریه ۲۰۱۳   | ورزشگاه جسی بارتل، لوکزامبورگ، لوکزامبورگ             | ۳۵  | لوکزامبورگ    | ۱–۱    | ۱–۱   | بازی دوستانه                        |
| 9    | ۲۹ مه ۲۰۱۶     | ورزشگاه استاب هاب سنتر، لس آنجلس، ایالات متحده آمریکا | ۴۸  | گواتمالا      | ۲–۱    | ۷–۱   | بازی دوستانه                        |